# استوارت لایل اسمیت
استوارت لایل اسمیت (انگلیسی: Stuart Smith؛ زادهٔ ۱ نوامبر ۱۹۶۳) فرد نظامی اهل استرالیا است. وی برندهٔ جوایزی همچون نشان استرالیا شده‌است.